# Liste der denkmalgeschützten Objekte in Oberwaltersdorf
Die Liste der denkmalgeschützten Objekte in Oberwaltersdorf enthält die 11 denkmalgeschützten, unbeweglichen Objekte der Gemeinde Oberwaltersdorf im niederösterreichischen Bezirk Baden.

## Denkmäler
| Foto |                 | Denkmal                                                                           | Standort                                                             | Beschreibung | Metadaten |
| ---- | --------------- | --------------------------------------------------------------------------------- | -------------------------------------------------------------------- | --- | --- |
| ja   | Datei hochladen | Wohnhaus, ehemalige Synagoge HERIS-ID: 65835 Objekt-ID: 78704                     | Badener Straße 13 Standort KG: Oberwaltersdorf                       | Der ein- bis zweigeschoßige Baukomplex in der Badener Straße 13, dessen ältestes sicher datiertes Gewölbe aus dem 16. Jahrhundert stammt, gilt als möglicher Standort einer mittelalterlichen/frühneuzeitlichen Synagoge. Den unregelmäßig viereckigen Südostteil mit Stichkappengewölbe deutet das Bundesdenkmalamt als Gebetsraum, eine rezent vermauerte Nische als Thoraschrein. Möglich wäre auch, dass sich der Gebetsraum im zweigeschoßigen südlichen Gebäudeteil mit Satteldach befand. | BDA-Hist.: Q37725480 Status: Bescheid Stand der BDA-Liste: 2025-06-30 Name: Wohnhaus, ehemalige Synagoge GstNr.: 144 Synagoge (Oberwaltersdorf)                                                              |
| ja   | Datei hochladen | Schloss mit Schüttkasten HERIS-ID: 34710 Objekt-ID: 33075                         | Badener Straße 21 Standort KG: Oberwaltersdorf                       | Im Westen des Ortes befindet sich eine dreigeschoßige und vierflügelige Schlossanlage mit unregelmäßigem, annähernd rechteckigem Grundriss, Schüttkasten und mittelalterlichem Bergfried. Sämtliche Fassaden wurden Mitte des 19. Jahrhunderts spätklassizistisch-frühhistoristisch umgestaltet. 1945 devastiert, wurde das Schloss in den 1980er-Jahren wiederhergestellt. | BDA-Hist.: Q37959631 Status: Bescheid Stand der BDA-Liste: 2025-06-30 Name: Schloss mit Schüttkasten GstNr.: 6/1 Schloss Oberwaltersdorf                                                                     |
| ja   | Datei hochladen | Rokokograbstein HERIS-ID: 65694 Objekt-ID: 78558                                  | Badener Straße 28 Standort KG: Oberwaltersdorf                       | Auf dem ehemaligen Friedhof hinter der Kirche steht ein Rokoko-Grabstein aus der zweiten Hälfte des 18. Jahrhunderts, bekrönt von einem Kruzifix. Sein geschwungener Sockel zeigt eine Wappenkartusche mit Totenkopfrelief. | BDA-Hist.: Q38111175 Status: § 2a Stand der BDA-Liste: 2025-06-30 Name: Rokokograbstein GstNr.: 41/2 |
| ja   | Datei hochladen | Kath. Pfarrkirche hl. Jakobus der Ältere HERIS-ID: 50349 Objekt-ID: 55226         | Badener Straße 28 Standort KG: Oberwaltersdorf                       | Barocker, im Kern gotischer Saalbau mit barocker Apsis und barockem Ostturm. | BDA-Hist.: Q38039600 Status: § 2a Stand der BDA-Liste: 2025-06-30 Name: Kath. Pfarrkirche hl. Jakobus der Ältere GstNr.: 41/2 Pfarrkirche Oberwaltersdorf                                                    |
| ja   | Datei hochladen | Aufnahmsgebäude Oberwaltersdorf und Gütermagazin HERIS-ID: 50348 Objekt-ID: 55225 | Bahnstraße 1 Standort KG: Oberwaltersdorf                            | Zweigeschoßiges Aufnahmegebäude mit eingeschoßigem Wartesaal und abgesetztem Gütermagazin (Lage), 1881 erbaut. | BDA-Hist.: Q134426079 Status: Bescheid Stand der BDA-Liste: 2025-06-30 Name: Aufnahmsgebäude Oberwaltersdorf und Gütermagazin GstNr.: 1048, 1049 Bahnhof Ober Waltersdorf - Aufnahmsgebäude und Gütermagazin |
| ja   | Datei hochladen | Ehem. Litzen- und Spitzenfabrik HERIS-ID: 65701 Objekt-ID: 78565seit 2012         | Fabriksstraße 12 Standort KG: Oberwaltersdorf                        | Dreigeschoßiger kubischer Bau mit zahlreichen An- und Nebenbauten, errichtet 1895. | BDA-Hist.: Q38111204 Status: Bescheid Stand der BDA-Liste: 2025-06-30 Name: Ehem. Litzen- und Spitzenfabrik GstNr.: 110/4 Spinnerei Oberwaltersdorf                                                          |
| ja   | Datei hochladen | Fußgängerbrücke, Visintini-Steg HERIS-ID: 73892 Objekt-ID: 87273                  | bei Trumauer Straße 20 Standort KG: Oberwaltersdorf                  | Die 1926 erbaute Fußgängerbrücke über die Triesting hat bei einem Eigengewicht von 37 t eine lichte Weite von 17,40 m, das Tragwerk besteht aus zwei parallelgurtigen Einfeld-Fachträgern aus Eisenbeton nach dem System Visintini. Zuletzt wurde die Brücke 1999/2000 renoviert. | BDA-Hist.: Q38133658 Status: § 2a Stand der BDA-Liste: 2025-06-30 Name: Fußgängerbrücke, Visintini-Steg GstNr.: 1402/2 Visintini bridge, Oberwaltersdorf                                                     |
| ja   | Datei hochladen | Johannes-Nepomuk-Kapelle HERIS-ID: 65710 Objekt-ID: 78575                         | Trumauer Straße Standort KG: Oberwaltersdorf                         | Kleiner Bau mit Segmentbogenportal, im Inneren Statue des Heiligen. | BDA-Hist.: Q38111239 Status: § 2a Stand der BDA-Liste: 2025-06-30 Name: Johannes Nepomuk-Kapelle GstNr.: 210/2                                                                                               |
| ja   | Datei hochladen | Bildstock HERIS-ID: 65709 Objekt-ID: 78573                                        | Ecke Trumauer Straße / Weingartenstraße Standort KG: Oberwaltersdorf | Kleiner Nischenbildstock, wahrscheinlich Pestsäule von 1714. | BDA-Hist.: Q38111229 Status: § 2a Stand der BDA-Liste: 2025-06-30 Name: Bildstock GstNr.: 1120/4 Wayside cross Weingartenstraße, Oberwaltersdorf                                                             |
| ja   | Datei hochladen | Gruftkapellen HERIS-ID: 65711 Objekt-ID: 78576                                    | Standort siehe Beschreibung KG: Oberwaltersdorf                      | Auf dem Friedhof am östlichen Ortsrand stehen zwei neugotische Gruftkapellen (linke und rechte Kapelle). | BDA-Hist.: Q38111250 Status: § 2a Stand der BDA-Liste: 2025-06-30 Name: Gruftkapellen GstNr.: 331 Burial vaults at Friedhof Oberwaltersdorf                                                                  |
| ja   | Datei hochladen | Bildstock Weißes Kreuz HERIS-ID: 87976 Objekt-ID: 102482                          | Standort KG: Oberwaltersdorf                                         | Das sogenannte Weiße Kreuz an der Einfahrt zum Schlosssee stammt aus dem 15. Jahrhundert. | BDA-Hist.: Q37723236 Status: § 2a Stand der BDA-Liste: 2025-06-30 Name: Bildstock Weißes Kreuz GstNr.: 1205/31                                                                                               |